# Megachile lanata
Megachile lanata is een vliesvleugelig insect uit de familie Megachilidae. De wetenschappelijke naam van de soort is voor het eerst geldig gepubliceerd in 1775 door Fabricius.
De soort komt voor in Afrika en is geïntroduceerd op de eilanden in de Stille Oceaan.